# Xenonola limbata
Xenonola limbata är en fjärilsart som beskrevs av Alfred Ernest Wileman 1915. Xenonola limbata ingår i släktet Xenonola och familjen trågspinnare. Inga underarter finns listade i Catalogue of Life.